# Encarsia dichroa
Encarsia dichroa är en stekelart som först beskrevs av Mercet 1930.  Encarsia dichroa ingår i släktet Encarsia och familjen växtlussteklar. Inga underarter finns listade i Catalogue of Life.